# Woh woh
「woh woh」（ウォウ・ウォウ）は、2000年3月23日に発売された小田和正通算19作目のシングル。発売元はBMGファンハウス。

## 解説
JRAブランド広告“最後の10完歩”篇(CM)のために書き下ろされた曲。アルバム『個人主義』に収録された。
小田にとっては久しぶりのテレビの出演となった「LOVE LOVE あいしてる」(2000年4月5日放送)と「SMAP×SMAP」(2000年6月19日放送)で披露された。(どちらもギターでの弾き語り)
また、小田のコンサートに松山千春がゲスト出演したときにもこの曲をデュエットで歌ったことがある（松山自身がこの曲を気に入っていたことから）。また、『クリスマスの約束』（2007年12月25日・TBS）にさだまさしがゲスト出演した際、さだがメインボーカルを務めた。
2009年には、フジパシフィック音楽出版の『ミュードラ』枠で本曲をモデルにしたショートドラマが制作されて、吉高由里子、永山絢斗が主演を務めた。
2013年に放送されていたTBS系ドラマ日曜劇場『安堂ロイド〜A.I. knows LOVE?〜』の最終回の挿入歌として使用された。

## 収録曲
- 作詞・作曲・編曲：小田和正

1. woh woh
2. もう歌は作れない
1974年に発表されたオフコース時代の楽曲のセルフカヴァー